# 有栖川宫韶仁亲王
有栖川宫韶仁亲王（天明4年12月19日（1785年1月29日） - 弘化2年2月28日（1845年4月4日），是江户时代的日本皇族。有栖川宫的第七代当主。

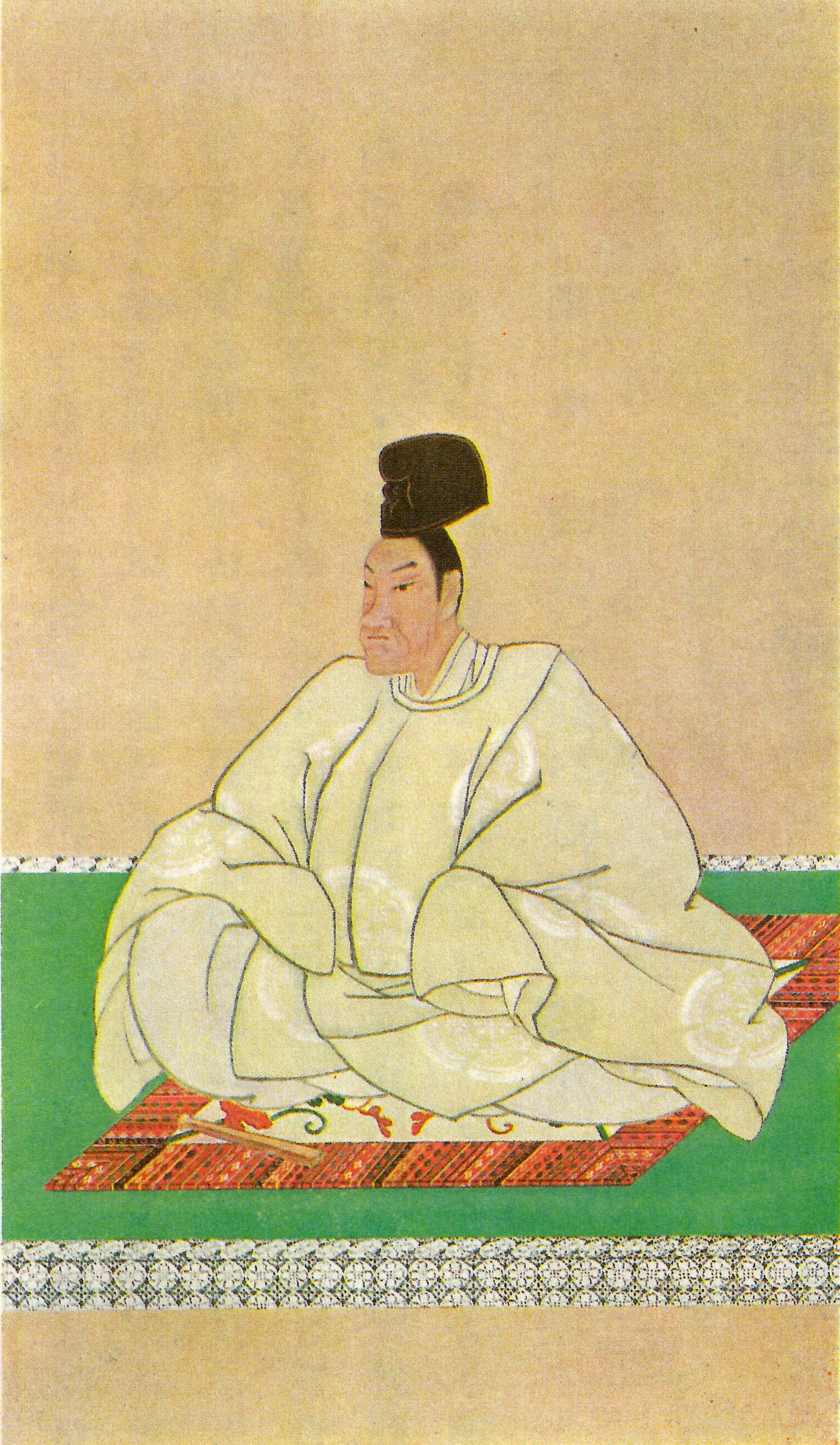
有栖川宫韶仁亲王

## 生平
父亲是织仁亲王，母亲是家女房，幼名若宫。
1807年（文化4年）12月成为光格天皇的犹子，1808年成为亲王，同年5月举行元服礼，授予三品，担任上总太守。1812年（文化9年）2月，因为父亲织仁亲王出家而继承有栖川宫，并担任中务卿。1822年（文政5年）3月，授予二品。1845年4月4日（弘化2年2月28日）去世，死后授予一品。

## 家系
- 妃：闲院宫美仁亲王第五女宣子女王
  - 第2王女：游龟宫（1821年 - 1823年）
  - 第3王女：实种宫（1822年 - 1823年）
  - 第4王女：韶子女王（1825年 - 1913年）（德川家庆养女（取名精姬），有马赖咸（日语：有馬頼咸）正室）
- 家女房：元明院
  - 第1王女：万宫（1809年 - 1810年）
  - 第1王子：帜仁亲王（1812年 - 1886年）
  - 第2王子：慈性入道亲王（1813年 - 1868年）
  - 第3王子：公绍入道亲王（1815年 - 1846年）
  - 第4王子：西园寺公洁（日语：西園寺公潔）（1818年 - 1836年）